# Idaea incomptaria
Idaea incomptaria là một loài bướm đêm trong họ Geometridae.